# 연방경찰 제9국경경비대

GSG 9의 휘장

연방경찰 제9 국경 경비대(독일어: Grenzschutzgruppe 9 der Bundespolizei; GSG-9 그렌츠슈츠그루페 노인 데어 분데스폴리차이; 게에스게 노인[*])는 독일연방경찰에 소속된 대테러부대이다. 설립 이후 작전중 단 5발의 총알을 쏜 부대이다. 특수부대 현장요원 250명 규모이다.

## 역사
1972년 뮌헨 올림픽 참사 이후에, 울리히 베게너 중령을 부대장으로 하여 GSG-9을 창설했다. 당시 독일연방경찰의 국경경비대(GSG)에는 8개 부대가 있었다. 그래서 단순히 GSG-9이라는 이름으로 경찰 특수부대가 창설되었다.

## 장비
- 독일: AMP Technical Services DSR-1
- 미국: Fabrique Nationale de Herstal SCAR assault rifle family
- 오스트리아: 글록 17 (Special variation P9M)
- 오스트리아: 글록 나이프
- GSG9 Tactical Boot (Designed specifically for GSG 9 by 아디다스)
- 독일: Heckler & Koch 416 Commando
- 독일: Heckler & Koch 417 Commando
- 독일: 헤클러&코흐 G36 (G36K and G36C)
- 독일: 헤클러&코흐 G8
- 독일: 헤클러&코흐 MP5, in various versions/configurations.
- 독일: 헤클러&코흐 MP7A1
- 독일: 헤클러&코흐 MZP-1
- 독일: 헤클러&코흐 PSG1
- 미국: 레밍턴 870
- 스위스: Swiss Arms SG 550 assault rifle family
- 오스트리아: 슈타이어 AUG A3
- 독일: 헤클러&코흐 USP
- Sinn UX GSG 9 다이빙 시계
- 미국: 스미스 & 웨슨 모델 19

## 같이 보기
- 뮌헨 올림픽 참사